# Zjizn odna
Zjizn odna (russisk: Жизнь одна) er en russisk spillefilm fra 2003 af Vitalij Moskalenko.

## Medvirkende
- Tatjana Jakovenko
- Aleksej Nilov
- Sergej Bezrukov
- Tatjana Ljutaeva
- Aleksej Kravtjenko